# 辻兵
辻兵（つじひょう）とは、元来秋田市で呉服商を営んでいた店（たな）名である。店名は総帥の氏名として引き継がれていた「辻・兵吉」から由来する。

## 歴史
初代である萬四郎は加賀一向一揆の際に秋田に逃れてきたものとされ、その後、初代兵吉が現在の大町にて呉服商を創業。1908年に合資会社辻呉服店を設立し、1959年に株式会社辻兵に改組した。また代々当主が兵吉を襲名してきた。
呉服商である辻兵を秋田随一の素封家までに築き上げたのは、2代目兵吉である。湯沢の山内家から婿入りした2代目は生糸や米相場において巨万の富を得てそれを元手に田畑を買い集め、1896年、池田甚之助らと図り営業満期を迎える第一国立銀行秋田支店を継承して銀行を設立し、現在の秋田銀行の前身となる旧・秋田銀行が誕生した。また2代目はインフラストラクチャー整備にも貢献。1500万円の資金を拠出し日露戦争の影響から工事が滞っていた湯沢 - 横堀間の鉄道敷設を再開させている。
1922年、日本農民組合が設立されると秋田でもその余波から小作争議が度々起こった。このため当主であった3代目は、争議に巻き込まれることを回避するため、投資先を田畑から山林に振り分けた。これによって第二次大戦後の農地解放による資産散逸から免れることができた。

### 戦後
1951年、3代目が逝き、1954年には4代目となる兵太郎も亡くなった。そこで高島屋飯田（現・丸紅）のサラリーマンであった良一が呼び戻され、5代目兵吉を襲名した。この折、5代目には帰郷早々、2人合わせて2億円もの相続税が課され、10年賦で納付した。5代目は往時を振り返り「私自身、相続税をどうやって払うかが、昭和30年代の最大の課題であって、その余力で商売を続けたみたいなものでした。本当に税金の恐怖に脅えました。当時としては莫大だった資産に振り回された格好で、デパートや量販店へ業容を広げる時期だったのでしょうが、思い切った投資ができませんでした。」と述懐している。
1959年には大町に鉄筋コンクリート3階建ての店舗が完成。こののち税金の刻苦からようやく解き放たれた辻兵は、事業拡大に乗り出し、秋田プラザ（中通1丁目）、秋田名店街（大町2丁目）にも進出した。グループ企業である秋田いすゞ自動車はモータリゼーションの到来によって発展を遂げるが、80年代には新たなビジネスモデルの構築として、富士ゼロックス（現・富士フイルムビジネスイノベーション）との特約店契約を締結し、秋田いすゞ内に富士フイルムBI秋田の前身となる複写機事業部が創設された。また祖業である呉服・アパレル関連の拡大には大手資本との提携が必要であるとの考えから、かねてから5代目の知己であった中内㓛に協力を要請。大町店跡地の再開発に取り組み、地元商工業者との粘り強い交渉をへて、1981年6月4日、ダイエー秋田店と辻兵がキーテナントとして入る秋田ニューシティが開業した。このほか、貸衣装業から出発した秋田県新生活互助会（現・へいあん秋田）も県内で結婚式場である平安閣をオープンさせた。
5代目は、1986年2月から途中退任を挟み、2004年10月まで秋田商工会議所会頭を務め、その間には秋田銀行や秋田放送の社外取締役を務めたほか、秋田テレメッセージや秋田ケーブルテレビの設立にも尽力し、県経済界の重鎮として重きをなした。
2008年の5代目の死去後、長男の良之が、グループの総帥を担い、秋田大町ニューシテーの解散を決定するなど、時代の変遷に対応すべく施策を講じている。なお良之には1男1女がいる。

## グループ企業
「二十日会グループ」と称している。
- 秋田いすゞ自動車[注 2]
- 富士フイルムBI秋田株式会社
- コマツ秋田株式会社
- 株式会社秋田デンカ
- 辻兵商事株式会社
- 辻不動産株式会社
- 株式会社へいあん秋田
- 羽後設備株式会社
- 羽後電設工業株式会社
- 株式会社アテック
- 秋田総合リース株式会社
- ロイヤルモーター株式会社[注 3]
- 株式会社エル・アンド・デー

### 注
1. ↑  2代、3代の兵吉は、旧秋田銀行と秋田貯蓄銀行の頭取を務めた。この経緯から3代目は現・秋田銀行の初代頭取を務め、5代目も同行社外取締役を長年歴任。5代目の子息である良之も、2017年より社外取締役に就任した。
2. ↑  吸収合併した新秋田いすゞモーターから引き継ぎ、アルファロメオの正規自動車ディーラーでもあったが、2007年3月に撤退。
3. ↑  フォルクスワーゲン・アウディの正規ディーラー。秋田ヤナセの前身の名称と同一だが、フォルクスワーゲンを扱うディーラー、Volkswagen Akita Rinkaiを運営するため、別途設立された企業である。